# Биггс, Норман
Норман Уитчелл Биггс (англ. Norman Witchell Biggs; 3 ноября 1870, Кардифф, Уэльс, Великобритания — 27 февраля 1908, Сакаба, штат Кебби, Нигерия) — валлийский регбист, игрок сборной Уэльса. Норман и его брат Сельвин играли на международном уровне, при этом ни разу вместе не выходили на поле в одном матче в составе Уэльса. Ещё четыре брата также занимались регби и играли в различных клубах. Кроме регби братья Биггс играли в крикет: Норман выступал за Гламорган, а Сельвин за Кардифф, и в 1893 году они сыграли друг против друга.
Норман Биггс впервые сыграл за сборную 22 декабря 1888 года в матче против сборной новозеландских маори, совершавших турне по Европе. Биггсу тогда было 18 лет и 49 дней, и ему удалось установить новый рекорд: он стал самым молодым игроком сборной Уэльса, выходившим на поле в официальной игре. Рекорд держался больше ста лет. В 2010 году Том Прайди, которому было 18 лет и 25 дней, сыграл во встрече против итальянцев в рамках Кубка шести наций, и тем самым превзошёл достижение Биггса.

## Биография

### Ранние годы
Норман Биггс родился 3 ноября 1870 года в Кардиффе в семье Джона и Эмили Биггс. Его отец занимался торговлей пивом в Кардиффе и Бристоле. Норман учился в нескольких частных школах и поступил сперва в университет Кардиффа, а затем в Кембридж. В этих учебных заведениях он играл за университетские регбийные команды. После возвращения в Кардифф Биггс помогал отцу в бизнесе. В 1887 году Норман Биггс впервые сыграл в официальном матче за регбийный клуб «Кардифф» против команды «Пенарт». Биггс происходил из большой спортивной семьи: пятеро его братьев играли в регби, самыми знаменитыми из которых были Сельвин, который выступал за национальную сборную, и Сесил, бывший капитаном «Кардиффа» в сезоне 1904/1905.

### Регбийная карьера

#### Дебют в сборной
Биггс впервые вышел на поле в составе сборной Уэльса в матче против сборной новозеландских маори 22 декабря 1888 года на стадионе «Сент-Хелен». «Аборигены» были первой регбийной командой, приехавшей в Европу из Южного полушария и получили признание за свою динамичную игру. Биггс сам описывал своё состояние до матча как «явно нервозное». Биггс испытывал давление со стороны болельщиков из Суонси, так как представлял их давних соперников из Кардиффа, а местные фанаты ожидали увидеть на месте Нормана кого-нибудь из членов своей команды. Неопытного дебютанта сочли недостойным своего места в сборной. Несмотря на это Уэльс уверенно победил, занеся три попытки и пробив одну реализацию, на что маори не смогли ничем ответить. Через неделю 29 декабря Биггс вновь встретился с новозеландцами, на этот раз на «Кардифф Армз Парк» в составе своего клуба. Норман был разочарован своей игрой за сборную, но реабилитировался во второй встрече. Он занёс попытку через 90 секунд после стартового свистка, которую впоследствии назвали «искромётной». Биггс мог совершить ещё одно результативное действие, но поскользнулся и выронил мяч уже после того, как пересёк зачётную линию. Кардифф выиграл благодаря попытке Биггса и забитому дроп-голу. Новозеландцы смогли совершить только один занос.

#### Кубки домашних наций
В 1889 году Биггс был вновь вызван в сборную для участия в Кубке домашних наций. В первой игре против Шотландии Норман не принимал участие, но вышел на поле во второй и последней встрече против Ирландии. Под руководством капитана Артура Гулда Биггс вместе с Абелем Дэвисом из команды Лондон Уэлш заняли позицию вингов. Уэльс проиграл ирландцам с разницей в две попытки. Это было первое в истории домашнее поражение валлийцев от Ирландии. И Дэвис, и Биггс не вызывались в сборную в течение следующих двух лет.
Норман снова был включён в состав сборной Уэльса во время Кубка домашних наций 1892 год, опять сыграв только в последнем матче против Ирландии. Хотя в составе Уэльса бэками были такие талантливые игроки, как Билли Бэнкрофт, братья Эван и Дэвид Джеймс и братья Артур и Берт Гулд, валлийцы потерпели поражение от островитян под капитанством Виктора Ле Фану. Предыдущие две встречи также были проиграны. Уэльс занял последние место. Однако уже в следующем валлийцы обыграли всех противников и впервые в своей истории выиграли Тройную корону. Норман Биггс сыграл во всех трёх матчах и занёс две попытки: по одной в играх против Англии И Шотландии.
Биггс провёл ещё два матча в составе «Красных Драконов» ещё две игры, обе в рамках Кубка домашних наций 1894. Обе встречи Уэльс проиграл. В первом матче валлийцы потерпели тяжёлое поражение от Англии со счётом 3:24. В послематчевом интервью Биггса спросили, почему ему не удалось захватить Гарри Брэдшоу, когда тот заносил попытку. Норман на это ответил: «Захватить его? Всё что я мог сделать, так это убраться с его пути!» Последней игрой для Нормана Биггса стал мат против сборной Ирландии, который «Драконы» проиграли со счётом 0:3.

#### Международные матчи
В составе сборной Уэльса:
- Англия 1893, 1894
- Ирландия 1889, 1892, 1893, 1894
- Новозеландские Маори 1888
- Шотландия 1893

#### Клуб и графство
Биггс играл в клубе «Кардифф», начиная с сезона 1886/1887 по сезон 1898/1899, но не на постоянной основе, так как провёл некоторое время в Лондоне в начале 1890-х. Норман провёл в составе «Кардиффа» 166 матчей и был одним из самих результативных игроков. В сезоне 1893/1894 он заработал 58 реализаций, 25 попыток и 2 дроп-гола, набрав всего 199 очков. Это оставалось клубным рекордом до сезона 1972/1973, когда его побил Джон Дэвис. Биггс закончил свою карьеру в «Кардиффе», занеся 107 попыток, на четыре меньше, чем его брат Сесил.
Норман Биггс играл также за некоторые другие клубные команды, в частности за английские Ричмонд и Лондон Уэлш. В составе последней Биггс 24 декабря 1890 года сыграл против своего бывшего клуба «Кардифф». Лондонцы победили валлийцев с разницей в одну попытку. На уровне сборных графств Биггс представлял Гламорган и Сомерсет.
В сезоне 1893/1894 Биггс стал капитаном «Кардиффа», и в это же время выводил свою команду на поле на игру против пригласительной команды «Барбариен». Валлийцы выиграли этот матч, а Норман занёс две попытки и пробил реализацию. После этого в том же сезоне ему было предложено присоединиться к «Барбариен», и он стал одним из четырёх братьев, игравших за эту команду. Последним клубом, за который выступал Норман Биггс был Бат, в котором он был капитаном в сезоне 1899/1900.

### Военная карьера
После начала второй англо-бурской войны Норман Биггс записался добровольцем в армию и был зачислен в звании рядового в подразделение Гламорганские йомены для службы в Южной Африке. Биггс был ранен неподалёку от города Вредэ 11 октября 1900 года. Норман вернулся в Англию на корабле для раненых «Силма» (англ. Silma), который отправился из Кейптауна 26 ноября и прибыл в Саутгемптон 18 декабря. 16 февраля 1901 года Биггс вернулся в строй в звании второго лейтенанта. 17 апреля Биггса повысили до лейтенанта. В том же году Норман или получил ещё несколько ранений или заболел, так как газет The Times написала, что Биггс 26 сентября выписался из больницы. Он вернулся на пароходе «Гуркха» (англ. Goorkha), который отчалил из Кейптауна 19 июля. 13 июня 1903 года Биггс был отправлен в расположение 3-го батальона Валлийского полка. Он бвыл назначен иснтруктором по стрельбе 10 мая 1905 года. 10 февраля 1906 года министерство по делам колоний откомандировало Биггса в Северную Нигерию. Норман был назначен суперинтендантом местной полиции (к тому времени он уже получил звание капитана). Норман Биггс погиб 27 февраля 1908 год от отравленной стрелы во время патрулирования территории в штате Кебби при не до конца выясненных обстоятельствах.

## Комментарии
1. ↑  Биггса иногда ошибочно именуют Норманом Митчеллом (англ. Norman Mitchell) в частности в Alumni Cantabrigienses[англ.].
2. ↑  англ. palpably nervous
3. ↑  англ. sparkling
4. ↑  Сборная Англии не принимала участия в розыгрыше того года из-за отказа вступить в Международный совет регби.
5. ↑  «Красные драконы» (англ. «Red dragons») — самое распространённое прозвище сборной Уэльса по регби.
6. ↑  англ. Tackle him? It was as much as I could do to get out of his way!